# Торано Кастело
Торано Кастело (итал. Torano Castello) је насеље у Италији у округу Козенца, региону Калабрија.
Према процени из 2011. у насељу је живело 1661 становника. Насеље се налази на надморској висини од 347 м.

## Становништво
Према резултатима пописа становништва 2011. у општини је живело 4.573 становника.
| 1931. | 1936. | 1951. | 1961. | 1971. | 1981. | 1991. | 2001. | 2011. |
| ----- | ----- | ----- | ----- | ----- | ----- | ----- | ----- | ----- |
| 4.248 | 4.245 | 4.976 | 4.869 | 4.469 | 4.451 | 4.757 | 4.915 | 4.573 |